# Paride Pelli
Paride Pelli (Cava Manara, 4 giugno 1910 – Locarno, 2 aprile 1968) è stato un avvocato e politico italiano naturalizzato svizzero. È stato sindaco di Lugano e deputato al Gran Consiglio del Canton Ticino.

## Biografia
Originario di Aranno, era figlio di un emigrante malcantonese, del Canton Ticino, Francesco, fornaciaio, imprenditore e proprietario di una cava di argilla per laterizi. La madre, Enrichetta Repossi, era di Gropello Cairoli, località non distante da Cava Manara.
Frequentati Ginnasio e Liceo classico a Pavia, si laureò in giurisprudenza nel 1933, presso la locale Università. Ritornò quindi nel Cantone Ticino, dove iniziò la sua carriera professionale e politica. Fu procuratore pubblico del Sopraceneri dal 1937 al 1942, distinguendosi per l'abilità oratoria sostenuta da una profonda cultura umanistica.
Rientrato nella libera professione, fu protagonista dei principali processi penali degli anni cinquanta e sessanta del XX secolo nel Cantone Ticino, dove dal banco della difesa perorò in favore di chi a lui si affidava. In ambito politico grazie alla sua popolarità venne eletto nel municipio della città di Lugano nel 1947 e nel 1948, dopo una brillante votazione, divenne sindaco, portando il Partito Liberale Radicale alla maggioranza assoluta in Municipio, sconfiggendo il "pateracchio" conservatore - socialista.
Sempre rieletto alla guida della sua città, dopo aver conseguito il sesto mandato, moriva, improvvisamente, il 2 aprile del 1968, a soli 58 anni, a Locarno, durante un'arringa penale in uno dei primi processi per inquinamento nel Ticino. Fu un protagonista anche come deputato al Gran Consiglio ticinese dove fu ininterrottamente presente dal 1951 al 1968.
Suo figlio Erasmo Pelli, seguendo le orme paterne nella professione e nella politica, è stato deputato al Gran Consiglio negli anni Ottanta e municipale di Lugano dal 1992 (vicesindaco dal 1996) per il Partito Liberale Radicale svizzero.